# Моніка Каен Д'Анверс
Моніка Марія Еліна Сусана Д'Анверс (ісп. Mónica María Elina Susana Cahen D'Anvers, нар. 7 листопада 1934, Буенос-Айрес), також відома як Моніка Міханович (ісп. Mónica Mihánovich), — аргентинська журналістка, акторка та телеведуча. До 2003 року вона була ведучою програми Телевечір з Сезаром Маскетті на каналі Ель Тресе.

## Біографія

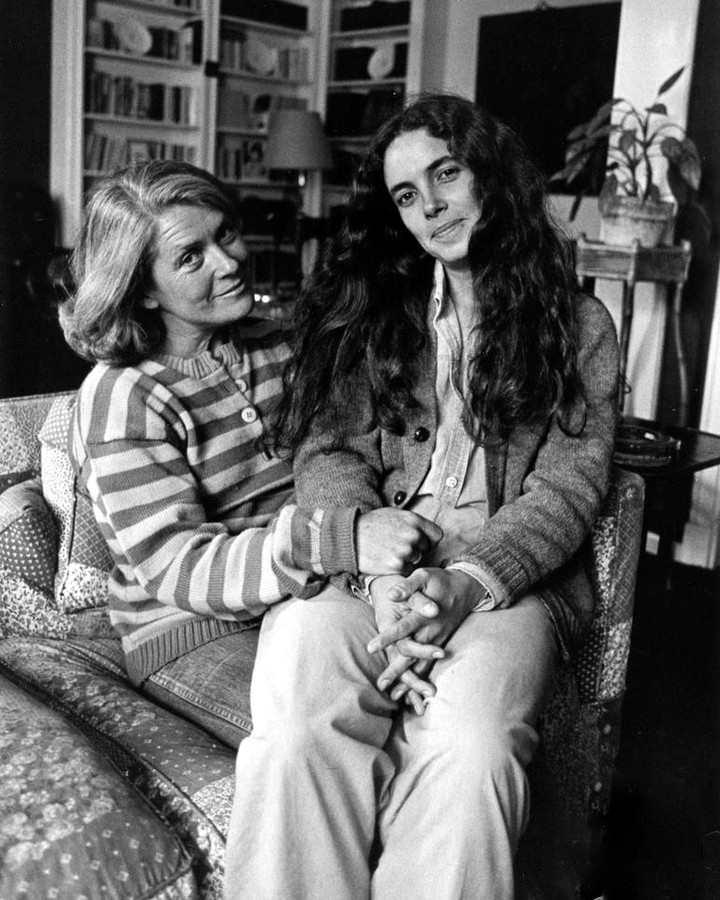
Моніка Каен Д'Анверс і її донька, співачка Сандра Міханович, 1985 рік.

Донька графа Жильбера Жоржа Луї Каена Д'Анверса, французького аристократа, та аргентинки Марії Еліни Лайнес Перальта де Альвеар. Закінчила середню школу Northlands в Олівосі та здобула вищу освіту в Кембриджському університеті. У 1981 і 1987 роках отримала дипломи за заслуги від фундації Konex за свою журналістську роботу та 25 нагород Мартіна Ф'єрро. У 1957 році вона вийшла заміж за Івана Міхановича, і від цього шлюбу народилися Сандра Міханович та Іван (Ване) Міханович молодший. Роками пізніше вона розлучилася з Міхановичем і з 1978 року жила з колегою-журналістом Сесаром Маскетті (1941—2022), з якою одружилася в 2003 році, після 25 років років співіснування.

## Кар'єра актриси
З 1964 по 1970 рік знімалася у теленовелі «Кохання має жіноче обличчя». Крім того, між 1964 і 1965 роками двічі знялася у фільмах «Зі смаком люті» і «Дивне вторгнення» відповідно. У 1979 році вона повернулася до кіно, зігравши саму себе у фільмі «Експерти з проколів». Брала участь у 2005 році у теленовели «Рольдани». Залишила акторську кар'єру, щоб повністю присвятити себе журналістиці .

## Кар'єра у журналістиці
Моніка почала працювати ведучою випуску новин Телевечір 3 січня 1966 року. У період 1966—1973 років вона працювала в парі з журналістом Андресом Персівалем, роками пізніше, коли вона повернулася до програми в 90-х, Сесар Маскетті супроводжував її, і присутність обох на чолі новин протягом багатьох років була однією з відмінні характеристики телеканалу Ель Тресе.
Між 1978 і 1980 роками вела журналістську програму «Моніка презентує», спочатку щотижня, а потім щодня. У 2001 році команда програмиотримали нагороду Золотий Мартіна Ф'єрро. Спільна робота подружжя Каен Д'Анверс-Маскетті тривала до 2003 року, коли вони припинили роботу на каналах Ель Тресе і Всі новини. У квітні 2004 року обидва почали працювати на Radio del Plata в програмі під назвою «Моніка і Сесар».

## Нагороди та відзнаки
Деякі з нагород та відзнак, отриманих Монікою Д'Анверс:
- Нагорода Konex 1981 (Шоу): диплом за заслуги в категорії «Ведуча».[3]
- Премія Konex 1987 (Комунікація та журналістика): диплом за заслуги в категорії телебачення.[3]
- Премія Золотий Мартін Ф'єрро (2000) разом із Сесаром Маскетті.[3]
- У 2022 році колектив Periodistas Argentinas нагородив її разом із 14 іншими медіа-професіоналами[6] як орієнтир і джерело натхнення. Таке визнання їй вручили 8 березня в рамках Міжнародного жіночого дня .[7]

## Особисте життя
7 червня 2004 року Моніка та Сесар одружилися на скромній церемонії, увінчавши таким чином свій роман, який тривав майже 25 років. У них є ферма в Сан-Педро (150 км на північний захід від Буенос-Айреса), називається Ла Кампінья де Сан Педро Моніки та Сеаара (ісп. La Campiña de San Pedro de Mónica y César). Її можна відвідати, там є ресторан .

## Телебачення
- 1965: Шоу Рамблер
- 1966/1968: Malvino's Mischief (пізніше названа Petete's Fat Book)
- 1966—1973/1990-2003: Telenoche Channel 13
- 1972: Телебачення
- 1976: У моєму стилі
- 1974—1980: звіти Моніки
- 1978—1980: Моніка Презетнує
- 1981—1982: Моніка і Андрес
- 1985: Кандидат
- 1986: Характер
- 1988—1989: Спеціальне видання
- Липень-грудень 1989: Заголовки 13 каналу 13
- Січень-лютий 1990: 13 канал інформує, другий випуск
- 1993—1995: Пам'ятаєш, Моніка? Всі новини
- 1996—2003: To Pan Pan All News
- 1999: Аргентина Тато Канал 13 (Мішель Пфайффер)
- 2004: Особлива теленовела
- 2005: Los Roldan Канал 9 (Спеціальна участь)
- 2008—2014: Фрукти з саду
- 2017: Акумульована молодь